# Emotionellt arbete
Emotionellt arbete (engelska: emotional labo[u]r) är en process där en arbetare kontrollerar sitt känsloliv för att kunna utföra en arbetsuppgift. Termen definierades 1979 av sociologen Arlie Russell Hochschild, som även myntat de liknande begreppen känslomässigt arbete (engelska: emotion work) och känsloregler (engelska för feeling rules) hanteringen av ens egna känslor inom en nära relation.

## Definition
Begreppet emotionellt arbete definierades 1979 av den amerikanska sociologen. Det handlar enligt henne om "hanteringen av känslor i skapanadet av en offentligt synlig och kroppslig framtoning".
Arbetare förväntas kunna kontrollera sina känslor gentemot exempelvis kunder, kollegor och arbetsgivare men också i en process med beslutsfattande. Men det kan också handla om att göra det motsatta: att uttrycka en känsla som arbetaren egentligen inte känner. Detta görs för att öka företagets eller organisationens lönsamhet.
Arbeten som i hög grad inbegriper emotionellt arbete är arbeten som kräver antingen ett fysiskt eller verbalt möte med offentligheten, att arbetaren ska skapa en känsla hos en annan person eller att arbetsgivaren har inflytande över arbetarens känsloliv.
Emotionellt arbete kan utöva avsevärd påfrestning på arbetaren, genom kravet på att bete sig "normalt" även under stressfyllda och oväntade mänskliga kontakter. Detta ökar risken för emotionell utmattning och utbrändhet i arbetet.

## Olika yrken
Exempel på yrken där emotionellt arbete kan vara viktigt eller centralt är yrken som arbetar direkt med människor. Det inkluderar bland annat olika typer av service- och tjänstenäringar med personliga kontakter. Detta inkluderar:
- vårdyrken (inklusive barnläkare, hemtjänst,[7] kriminalvård[8])
- servicenäringar (serveringspersonal,[2] kassapersonal, flygvärdinnor,[9] begravningsentreprenörer[2] …)
- ordnings- och rättspersonal (skuldindrivare, poliser,[10] advokater …)
- pedagoger, terapeuter etc (lärare,[5] rådgivare,[11] socialarbetare,[9] psykologer …)
- assistenter (sekreterare[2] …)
- personlig fysisk stimulans (massörer,[12] prostituerade[13] …)
- modeller och skådespelare[14] (även sexarbetare i allmänhet,[13] där man ikläder sig en roll i en berättelse)

### Yrkesrelaterade utmaningar
Inom yrken med personlig kontakt med kunder, behöver man kunna kontrollera sina känslor alternativt leva upp till känslor motsvarande yrkesrollen. Många tjänstenäringar förutsätter att du är tjänstvillig och försöker lösa kundens önskemål eller framlagda problem utan större hänsyn till kundens egen attityd. I vård- och omsorgsyrken är neutral eller positiv attityd i kontakten med patienter eller andra som du vårdar en grundläggande egenskap. Flygvärdinnor fungerar ofta som framträdande representanter för flygbolaget, och deras specifika arbetssituation har bland annat studerats av Arlie Russell Hochschild i hennes bok The Managed Heart: Commercialization of Human Feeling.
I vissa yrken förutsätts arbetaren ikläda sig en roll som kan vara väsensskild gentemot hens personliga jag. Detta inkluderar arbeten som modell eller skådespelare, där arbetet innebär att ta över en roll som en fotograf, filmregissör eller manusförfattare lagt fram. De i hög utsträckning oreglerade arbetena inom sexbranschen inkluderar yrkeskategorier där kundens fantasier, sexuella behov eller behov av personlig bekräftelse står i centrum.
Andra yrken innebär att arbetaren i högre grad ger tjänster till arbetskollegor eller en överordnad. Detta inkluderar sekreterare och andra typer av assistenter. Beroende på yrkesmässig status och hur arbetet är upplagt kan detta innebära olika typer av känslomässiga utmaningar. Kvinnor arbetar oftare än män inom serviceyrken, och de känslomässiga utmaningarna i deras arbetsmiljö har lett till olika slags forskning. I den mån detta emotionella arbete inte är kopplat till en ekonomisk ersättning, kan detta motsvara ett känslomässigt arbete.

## Känslomässigt arbete, känsloregler
På svenska omnämns ett liknande obetalt arbete ofta via termen känslomässigt arbete (engelska: emotion work). Detta kan motsvara den sociala omsorg som görs inom en familj eller liknande relation. Ofta men inte alltid görs det mesta av dessa insatser i en heterosexuell relation av kvinnan i relationen. En liknande – rasifierad – arbetsinsats kan även utföras inom arbete hos välfärdsorganisationer.
Begreppen emotionellt arbete och känslomässigt arbete har myntats eller populariserats av sociologen Arlie Russell Hochschild, som även arbetat med begreppet känsloregler. Alla tre termerna är del av Hochschilds "emotionssociologi", där det sistnämnda handlar om internaliserade regler som lär en människa "vad, när och hur starkt hen bör känna i relation till vad och vem".